# Линейные корабли типа «Кёниг»
Линейные корабли типа «Кёниг» (нем. König-Klasse) — серия германских линейных кораблей 1910-х годов. Последний и наиболее совершенный тип германских линкоров, успевших вступить в строй достаточно рано, чтобы принять существенное участие в боевых действиях Первой мировой войны. Корабли последней построенной серии, типа «Байерн», принятые на вооружение в 1916 году, в боях почти не использовались. Конструктивно линкоры типа «Кёниг» представляли собой дальнейшее развитие типа «Кайзер» и отличались впервые введённым на германских дредноутах линейно-возвышенным расположением башен главного калибра. Помимо этого, за счёт увеличения водоизмещения более чем на 1000 тонн по сравнению с предшественниками, на линкорах типа «Кёниг» была вновь усилена броневая защита. Однако по огневой мощи они уступали современным им британским линкорам типа «Айрон Дюк» с 343-мм артиллерией, и тем более последующим линкорам, вооружённым 381-мм орудиями.
Всего в 1911—1914 годах было построено четыре линкора типа «Кёниг»: первые три — в рамках кораблестроительной программы 1911/1912 годов и четвёртый — по программе 1912—1913 годов. Как и другие типы германских дредноутов, существенной модернизации за годы войны корабли типа «Кёниг» не подвергались, за исключением увеличения максимального угла возвышения орудий главного калибра с 13,5° до 16°. Помимо этого, в годы войны два из их зенитных орудий и все 88-мм противоминные орудия были демонтированы.
В годы Первой мировой войны все линкоры типа «Кёниг» входили в состав Флота открытого моря и активно использовались во всех его боевых операциях. В ходе Ютландского сражения «Гроссер Курфюрст», «Маркграф» и особенно «Кёниг» получили серьёзные повреждения от огня британских линкоров. Кроме того в ходе операции «Альбион» два линкора получили лёгкие повреждения от мин. Тем не менее, все четыре корабля оставались в строю до конца войны. После капитуляции Германии линкоры типа «Кёниг» были интернированы Великобританией и вместе с другими кораблями Флота открытого моря, затоплены своими экипажами в Скапа-Флоу на Оркнейских островах в 1919 году.

## Конструкция
Корабль с удлинённым полубаком, пятью расположенными по ДП башенными установками артиллерии главного калибра, из них в носовой и кормовой оконечности по две линейно-возвышенные, четырнадцатью казематными орудиями среднего калибра в средней части корабля, лёгкой артиллерией в передней надстройке, двумя бронированными боевыми рубками, непрерывным нижним броневым поясом от кормовой поперечной броневой переборки до форштевня, верхним броневым поясом от кормового барбета до носового, бронированным казематом и бронированной палубой, расположенной выше и ниже конструктивной ватерлинии.

### Вооружение
Главный калибр составляли десять 305-мм орудий 30.5 cm SK L/50 C/08 с длиной ствола 50 калибров. Орудия оснащались клиновым затвором системы Круппа. Они располагались в установках образца 1909 года Drh.LC/1909, с углом склонения −8° и углом возвышения 13,5 °. После сражения у Доггер-банки, ещё в 1915 году углы были изменены на −5,5° и +16 ° соответственно. Заряд состоял из двух частей — основного в латунной гильзе и дополнительного в шелковом картузе. До подачи в боевое отделение башни дополнительный заряд находился в латунном пенале. Общий вес порохового заряда составлял 125,5 кг. При угле возвышения в 13,5° он обеспечивал 405,5 кг бронебойному снаряду начальную скорость в  855 м/с и дальность 18 000 м, при 16 ° 20 400 м. Максимальная скорострельность — три выстрела в минуту. Общий боекомплект состоял из 900 снарядов — по 90 снарядов на ствол.
Противоминная артиллерия состояла из четырнадцати 150-мм орудий 15 cm/45 SK L/45 с длиной ствола 45 калибров в казематах. Орудия размещались в палубной установке Mpl.C/06 с ручным заряжанием. Угол склонения орудий составлял −8°, а возвышения +16°. Максимальная дальность стрельбы составляла 16 800 м. Общий боекомплект состоял из 2240 снарядов — по 160 снарядов на ствол.

## Представители
| Название                            | Верфь                          | Закладка     | Спуск на воду   | Вступление в строй | Судьба                              |
| ----------------------------------- | ------------------------------ | ------------ | --------------- | ------------------ | ----------------------------------- |
| «Кёниг» König                       | верфь флота в Вильгельмсхафене | октябрь 1911 | 1 марта 1913    | 10 августа 1914    | затоплены в Скапа-Флоу 21 июня 1919 |
| «Гроссер Курфюрст» Grosser Kurfürst | Vulcan, Гамбург                | октябрь 1911 | 5 мая 1913      | 30 июля 1914       | затоплены в Скапа-Флоу 21 июня 1919 |
| «Маркграф» Markgraf                 | Weser, Бремен                  | ноябрь 1911  | 4 июня 1913     | 1 октября 1914     | затоплены в Скапа-Флоу 21 июня 1919 |
| «Кронпринц» Kronprinz               | Germaniawerft, Киль            | май 1912     | 21 февраля 1914 | 8 ноября 1914      | затоплены в Скапа-Флоу 21 июня 1919 |

В ходе эксплуатации они оказались несколько быстроходнее дредноутов типа «Кайзер», а «Гроссер Курфюрст», возможно, можно считать среди них самым быстроходным, в связи с тем что, в Ютландском сражении он обогнал «Кёниг», развив скорость хода 24 узла.

## Оценка проекта
|                                 | «Нью-Йорк»                  | «Кайзер»                           | «Айрон Дюк»                            | «Дерфлингер»                       | «Кёниг»                            |
| ------------------------------- | --------------------------- | ---------------------------------- | -------------------------------------- | ---------------------------------- | ---------------------------------- |
| Год закладки                    | 1911                        | 1909                               | 1912                                   | 1912                               | 1911                               |
| Год ввода в строй               | 1914                        | 1912                               | 1914                                   | 1914                               | 1914                               |
| Водоизмещение нормальное, т     | 27 432                      | 24 724                             | 25 400                                 | 26 600                             | 25 390                             |
| Полное, т                       | 28 820                      | 27 000                             | 30 032                                 | 31 200                             | 29 200                             |
| Тип СУ                          | ПМ                          | ПТ                                 | ПТ                                     | ПТ                                 | ПТ                                 |
| Мощность, л. с.                 | 28 100                      | 28 000                             | 29 000                                 | 63 000                             | 31 000                             |
| Полная скорость, узл.           | 21                          | 21                                 | 21,25                                  | 26,5                               | 21                                 |
| Максимальная, узл.              | 21,13                       | 21,7—23,1                          | 21,5-22,0                              | 25,5-26,5                          | 21,2-21,3                          |
| Дальность, миль (на ходу, узл.) | 7684 (12)                   | 3800 (18) 7900 (12)                | 4500 (20) 8100 (12)                    | 5600 (14)                          | 6800 (12)                          |
| Бронирование, мм                |                             |                                    |                                        |                                    |                                    |
| Пояс                            | 305                         | 350                                | 305                                    | 300                                | 350                                |
| Палуба                          | 35—63                       | 60—100                             | 45—89                                  | 50—80                              | 60—100                             |
| Башни, лоб                      | 356                         | 300                                | 279                                    | 270                                | 300                                |
| Барбеты                         | 254                         | 300                                | 254                                    | 260                                | 300                                |
| Рубка                           | 305                         | 350                                | 279                                    | 300                                | 350                                |
| Схема размещения вооружения     |                             |                                    |                                        |                                    |                                    |
| Вооружение                      | 5×2 356/45 21×1×127/51 4 ТА | 5×2×305/50 14×1×150/45 8×1×88 5 ТА | 5×2×343/45 12×152-мм/45 4×1 47-мм 4 ТА | 4×2×305/50 12×1×150/45 4×1×88 4 ТА | 5×2×305/50 14×1×150/45 4×1×88 5 ТА |